# João Inácio de Bettencourt Noronha

João Inácio Bettencourt de Noronha (9 de Fevereiro de 1820 — 8 de Janeiro de 1908) foi senhor de um morgado que herdou de seu pai. Foi grande proprietário de terras no concelho da Calheta, na ilha de São Jorge, nos Açores.

## Biografia
Foi filho de Joaquim Izidoro da Silveira Machado e de sua esposa, Rosa Cândida de Noronha.
Viveu no solar da família, na Quinta de Villa Maria, na freguesia de São Pedro, em Angra do Heroísmo.
Nas suas propriedades na Fajã de São João, Vila do Topo, na freguesia de Santo Antão, concelho da Calheta e na freguesia de Queimada e Urzelina, concelho de Velas, produzia os vinhos Verdelho e Terrantez que era produzido na ilha de São Jorge e engarrafado na Villa Maria, na ilha Terceira. Esse vinho era depois exportado para a Inglaterra e outros países do mundo.
Os rótulos de vinho existentes e que datam de 1905 e 1910, representam um dos mais antigos rótulos vinícolas dos Açores e de Portugal.

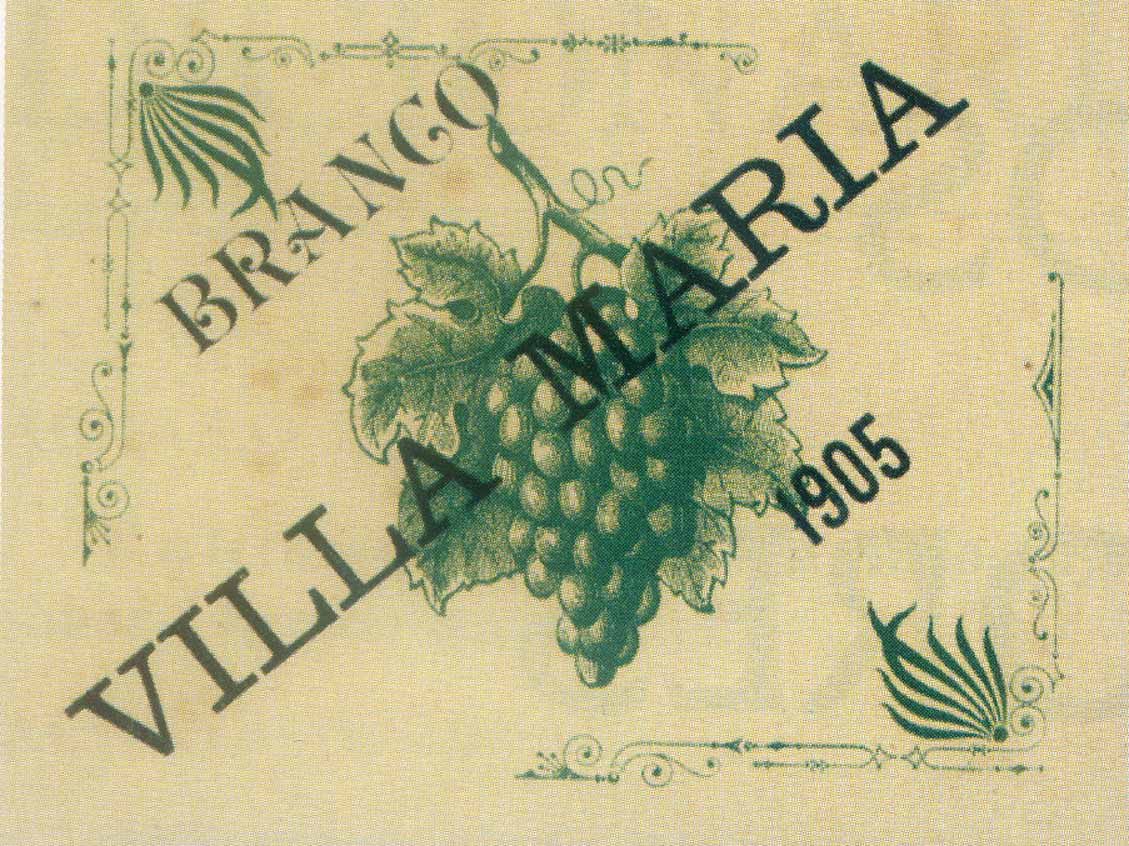
Rótulo de vinho Verdelho de 1905.

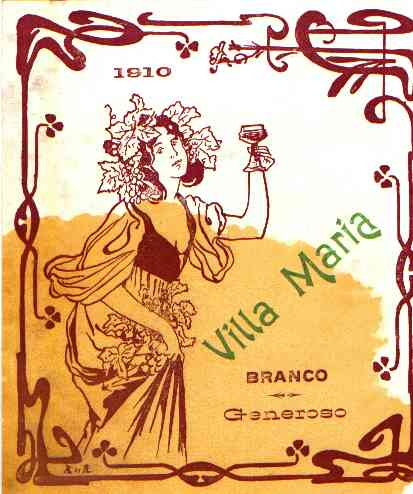
Rotulo de 1910, adega da Villa Maria.

Desposou Maria José do Coração de Jesus, que havia tido, de pai não sabido, Serafim José da Silva dos Ramos. Da união nasceram:
1. José Pimentel Homem de Noronha, nascido em 12 de Abril de 1846 na localidade do Topo, Calheta (Açores), ilha de São Jorge, (Açores). Casou com Maria Adelaide Barcelos Machado de Bettencourt, natural da Ilha Terceira, filha de Francisco de Paula de Barcelos Machado de Bettencourt e de Maria Isabel Borges do Canto Teive de Gusmão.
2. Serafim José da Silva dos Ramos, nasceu em 1881; casou com Maria Adélia da Silva dos Ramos em 19 de Outubro de 1907; nascida em 1886 na Ribeira Seca, Calheta, São Jorge.